# Плавско езеро
Плавското езеро се намира в центъра на община Плав и въобще на горното Полимие.
Надморската му височина е 906 m. Западно от него е планината Визитор, а източно – Проклетия. Дължината му от север на юг е 2160 m, а ширината – 920 m. Максималната му дълбочина е 9 m.
Плавското езеро е основна туристическа атракция на горното Полимие. Според някои географи, от него води началото си река Лим.